# Хакасия
Хакасия (Република Хакасия) е субект на Руската Федерация, в Сибирския федерален окръг и Източно-Сибирския икономически район. Площ 61 569 km2 (46-о място в Руската Федерация, 0,36%), население на 1 януари 2017 г. 537 668 души (72-во място в Руската Федерация, 0,37%). Столица е град Абакан. Разстояние от Москва до Абакан — 4218 km.

## Историческа справка
Хакаската автономна област е образувана на 20 октомври 1930 г. в състава на Красноярски край. На 3 юли 1991 г. е образувана Хакаската ССР в състава на ОНД, а на 29 януари 1992 г. Република Хакасия в състава на Руската Федерация.

## Географска характеристика
Република Хакасия е разположена в южната част на Централен Сибир, покрай левия бряг на горното течение на река Енисей. На запад граничи с Кемеровска област, на североизток и изток – с Красноярски край, на югоизток – с Република Тува и на югозапад – с Република Алтай. В тези си граници заема 61 569 km (46-о място по площ в Руската Федерация и 0,36% от нейната територия).
Като цяла територията на Хакасия се дели на две части: планинска (2/3 от територията на републиката) и хълмисто-равнинна. Източната част на страната е равнинна и ниско хълмиста и се заема от западните части на Минусинската и Чулимо-Енисейската котловини, като отделните участъци от тях носят конкретни названия: Абаканска степ, Койбалска степ, Уйбатска степ и др. и са разположени в широката и равна долина на река Енисей и по долните течение на по-големите му леви притоци. На запад се простират източните склонове на планината Кузнецки Алатау (връх Верхни Зуб 2178 m), на югозапад – източните и югоизточни склонове на Абаканския хребет (до 1984 m), а на юг и югоизток – северните склонове на планината Западни Саяни (връх Карагош 2930 m).
Климатът е рязко континентален със студена и малоснежна зима в котловините. Средна януарска температура в котловините от -19 °C до -21 °C, а в планините – от -15 °C до -17 °C. Лятото в котловините е топло (средна юлска температура 18 – 20 °C), а в предпланините и планините е прохладно (17 – 18 °C). Годишното количество на валежите се колебае от 300 mm в котловините до 600 – 700 mm в планините. Максимумът на валежите е през лятото (около 70% от годишната сума).
Речната мрежа на Хакасия е съставена от 6556 реки с обща дължина 23 967 km и принадлежи към два водосборни басейна: на реките Енисей (68% от територията на страната) и Об (25%), вливащи се в Карско море. Останалите 7% са безотточни области в Минусинската и Чулимо-Енисейската котловини. Най-голямата река в Хакасия е Енисей, протичаща с част от горното си течение по границата с Красноярски край. Други гореми река са: Абакан (ляв приток на Енисей и Чулим (с двете съставящи го реки Бял и Черен Июс) и Том, десни притоци на Об. По-голямата част от реките на Хакасия са планински, с голям наклон, бурно течение и прагове, течащи в дълбоки долини. Подхранването им е смесено – снежно-дъждовно. Водният им режим се характеризира с пролетно-лятно пълноводие и зимно маловодие.
В страната има около 1,8 хил. естествени и изкуствени езера с обща площ около 800 km2. Те са разпределени неравномерно, като голяма част са разположени в междупланинските котловини на североизток и изток. По произход се делят на: снежно-ледникови (карови, моренни); крайречни; минерализирани тектонски езера в котловините; реликтови езера в Койбалската степ по бившото корито на Енисей. Най-голямото естествено езеро в Хакасия е соленото безотточно езеро Бельо (77,14 km2). Други по-големи са: пресноводните безотточни Черно езеро (25,48 km2), Фиркал, Иткул и безотточното солено Шира, всичките разположени в северната част на страната, в Чулимо-Енисейската котловина. На територията на Хакасия попадат участъци от две много големи водохранилища, изградени по река Енисей, по границата с Красноярски край: Саяно-Шушенското (преградната му стена и долната му част) и Красноярското („опашката“ му).
В котловините и отчасти в предпланините на Хакасия са развити различни видове черноземни почви (от южни до оподзолени), сред които като отделни петна се срещат солонци и солончаци. В планините има планински подзолисти-горски и планинско-тундрови почви. Степната растителност в котловините постепенно се сменя с лесостепна в предпланините. Над 40% от територията на Хакасия е заета от гори (с общи запаси на дървесина до 400 млн. km3). По източните склонове на планините виреят светло-иглолистно-лиственични и лиственично-кедрови гори, по западните склонове – тъмно-иглолистни гори, а по най-високите части – планинска тундра и на места субалпийски и алпийски пасища. Животинският свят е представен от многочислени гризачи и птици (в котловините), белка, бял заек, вълк, лисица, мечка и др. (в планините).

## Население
На 1 януари 2017 г. в републиката живеят 537 668 души (71-во място в Руската Федерация, 0,37%), в т.ч.: 438 395 (80,27%) руснаци (най-голямата етническа група); 65 421 (11,98%) хакаси; 9161 (1,68%) волжки немци; 8360 (1,53%) украинци.

## Административно-териториално деление
В административно-териториално отношение Република Хакасия се дели на 5 републикански градски окръга и 8 муниципални района. Има 5 града, всичките с републиканско подчинение и 7 селища от градски тип няма
| Административна единица      | Площ (km2) | Население (2017 г.) | Административен център | Население (2017 г.) | Разстояние до Абакан (в km) | Други градове и сгт с районно подчинение |
| ---------------------------- | ---------- | ------------------- | ---------------------- | ------------------- | --------------------------- | ---------------------------------------- |
| Републикански градски окръзи |            |                     |                        |                     |                             |                                          |
| Абакан                       | 112        | 181 709             | гр. Абакан             | 181 709             |                             |                                          |
| Абаза                        | ?          | 15 592              | гр. Абаза              | 15 592              | 144                         |                                          |
| Саяногорск                   | 115        | 61 013              | гр. Саяногорск         | 47 983              | 78                          | Майна, Черемушки                         |
| Сорск                        | 1200       | 11 514              | гр. Сорск              | 11 514              | 105                         |                                          |
| Черногорск                   | 118        | 77 090              | гр. Черногорск         | 74 698              | 18                          | Пригорск                                 |
| Муниципални райони           |            |                     |                        |                     |                             |                                          |
| 1. Алтайски                  | 1736       | 25 966              | с. Бели Яр             | 10 112              | 22                          |                                          |
| 2. Аскизки                   | 7536       | 37 931              | с. Аскиз               | 7267                | 92                          | Аскиз, Бискамжа, Вершина Теи             |
| 3. Бейски                    | 4536       | 17 688              | с. Бея                 | 5247                | 98                          |                                          |
| 4. Боградски                 | 6660       | 14 779              | с. Боград              | 4670                | 91                          |                                          |
| 5. Орджоникидзевски          | 6610       | 11 298              | пос. Копево            | 4113                | 243                         |                                          |
| 6. Таштипски                 | 20 290     | 15 172              | с. Таштип              | 5962                | 154                         |                                          |
| 7. Уст Абакански             | 8880       | 41 803              | сгт Уст Абакан         | 15 452              | 20                          |                                          |
| 8. Ширински                  | 6880       | 26 113              | с. Шира                | 9448                | 163                         |                                          |

## Селско стопанство
Отглежда се едър рогат добитък, птици, коне, както и фуражни, зърнени култури и бобови растения.
| хиляди хектара | 597,7 | 520,3 | 280,9 | 199,5 | 222,8 | 240,4 |